# Новий Сказдуб
Новий Сказдуб (пол. Nowy Skazdub) — село в Польщі, у гміні Бакалажево Сувальського повіту Підляського воєводства.
Населення — 46 осіб (2011).
У 1975-1998 роках село належало до Сувальського воєводства.

## Демографія
Демографічна структура станом на 31 березня 2011 року:
|          | Загалом | Допрацездатний вік | Працездатний вік | Постпрацездатний вік |
| -------- | ------- | ------------------ | ---------------- | -------------------- |
| Чоловіки | 29      | 4                  | 22               | 3                    |
| Жінки    | 17      | 4                  | 7                | 6                    |
| Разом    | 46      | 8                  | 29               | 9                    |